# Nikozja (Cypr Północny)
Nikozja (Północna) (tur. (Kuzey) Lefkoşa, gr. (Βόρεια) Λευκωσία) – stolica i de facto największe miasto Cypru Północnego. Jest to północna część podzielonej Nikozji i jest zarządzana przez turecką gminę Nikozja. W 2011 roku Nikozja Północna liczyła 61378 mieszkańców, a obszar metropolitalny zamieszkiwało 82539 osób. Stolica północnocypryjskiego Dystryktu Nikozja. Zgodnie z prawem Republiki Cypryjskiej stanowi jednolite Miasto Nikozja i jest stolicą Dystryktu Nikozja.
Po starciach między mieszkańcami greckiej i tureckiej części wyspy w latach 60. XX wieku stolica Republiki Cypryjskiej została podzielona między Grekami cypryjskimi i Turkami cypryjskimi odpowiednio na południu i północy w 1963 roku. Zamach stanu dokonany przez grecką juntę wojskową w próbie zjednoczenia wyspy z Grecją w 1974 roku doprowadził do inwazji tureckiej na Cypr i podziału Nikozji na 2 strefy: grecką i turecką. Społeczność międzynarodowa uważa, że od tego czasu Nikozja Północna znajduje się pod okupacją turecką.
Miasto jest ekonomicznym, politycznym i kulturalnym centrum Cypru Północnego, z licznymi sklepami, restauracjami i centrami handlowymi. Znajduje się historyczne miasto otoczone murem, plac Atatürka (Sarayönü), jest nowoczesną metropolią z dzielnicą Dereboyu z centrum biznesu i rozrywki. Opisane jako miasto o wysokim poziomie dobrobytu, doznało wielkiego rozwóju w XXI wieku, w tym budowę nowych autostrad i wieżowców. Do miasta przybywa znaczna liczba turystów, jest gospodarzem różnych imprez kulturalnych, w tym międzynarodowych festiwali teatru i muzyki. Z populacją studencką liczy ponad 34000 mieszkańców, Nikozja Północna jest ważnym ośrodkiem edukacji i badań. Są trzy uniwersytety, z których największym jest Uniwersytet Bliskiego Wschodu.